# Synstrophus macrophthalmus
Synstrophus macrophthalmus is een keversoort uit de familie winterkevers (Tetratomidae). De wetenschappelijke naam van de soort werd in 1877 gepubliceerd door Edmund Reitter.